# Lamine Yamal
Lamine Yamal (* 13. Juli 2007 in Esplugues de Llobregat; voller Name Lamine Yamal Nasraoui Ebana) ist ein spanischer Fußballspieler. Er gab im April 2023 als 15-Jähriger sein Debüt in der Profimannschaft des FC Barcelona und wurde im September 2023 im Alter von 16 Jahren und 57 Tagen zum jüngsten Spieler und Torschützen der spanischen Nationalmannschaft. Mit ihr nahm er an der Europameisterschaft 2024 teil, bei der er Europameister sowie jüngster Spieler und Torschütze der Turniergeschichte wurde.

## Persönliches
Lamine Yamal ist Sohn eines marokkanischen Vaters (Mounir Nasraoui aus Larache) und einer äquatorialguineischen Mutter (Sheila Ebana) und wurde in Esplugues de Llobregat, einem Vorort von Barcelona, geboren. Bei Lamine Yamal handelt es sich um seinen zusammengesetzten Vornamen. Die beiden Nachnamen, Nasraoui Ebana, setzen sich aus den jeweiligen Nachnamen des Vaters und der Mutter zusammen.
Im Alter von fünf Monaten wurde er für ein Fotoshooting des Kinderhilfswerks UNICEF mit dem damals 20-jährigen Lionel Messi gecastet, der Yamal dabei in einer Badewanne badete. Yamal ist Muslim und fastet im Monat Ramadan.

## Karriere

### Verein
Nachdem Scouts des FC Barcelona auf Lamine Yamal aufmerksam geworden waren, trat er im Alter von fünf Jahren der Jugendakademie des Klubs bei. Am 29. April 2023 gab er beim 4:0-Sieg gegen Betis Sevilla im Alter von 15 Jahren, neun Monaten und 16 Tagen sein Debüt in der Primera División, als er wenige Minuten vor Spielende eingewechselt wurde. Damit wurde er zum jüngsten Spieler Barcelonas, der bis dahin in der Primera División eingesetzt wurde.
Am 14. Mai 2023 gewann Yamal mit dem FC Barcelona die spanische Meisterschaft und wurde im Alter von 15 Jahren und 305 Tagen zum jüngsten LaLiga-Champion der Geschichte.
Anfang Oktober 2023 verlängerte Lamine Yamal seinen Vertrag, der fortan eine Ausstiegsklausel in Höhe von einer Milliarde Euro enthält, bis zum 30. Juni 2026.
Am 8. Oktober 2023 erzielte er beim 2:2-Unentschieden gegen den FC Granada den zwischenzeitlichen 1:2-Anschlusstreffer und avancierte so im Alter von 16 Jahren und 87 Tagen zum jüngsten Torschützen in der Geschichte der Primera División. In der Saison 2023/24 etablierte sich Yamal als Stammspieler in der ersten Mannschaft. Er absolvierte 50 Pflichtspiele, erzielte sieben Tore und bereitete zwölf weitere vor. Damit wurde er zum besten Vorlagengeber der LaLiga-Saison. Am 12. Januar 2025 gewann er mit dem FC Barcelona die Supercopa de España durch einen 5:2-Finalsieg gegen Real Madrid. Am 26. April 2025 folgte sein erster Pokaltitel, als der FC Barcelona das Finale der Copa del Rey erneut gegen Real Madrid mit 3:2 gewann.
Am 27. Mai 2025 gab der FC Barcelona die Vertragsverlängerung bis 30. Juni 2031 bekannt.

### Nationalmannschaft
Lamine Yamal debütierte im September 2021 für die spanische U-16-Auswahl. Im Februar 2022 kam er zu seinem ersten Einsatz in der U-15-Nationalmannschaft. Im Oktober desselben Jahres gab er sein Debüt in der U-17 und U-19.
2023 nahm er an der U17-Europameisterschaft in Ungarn teil.
Am 8. September 2023 debütierte Lamine Yamal beim 7:1-Sieg gegen Georgien im Alter von 16 Jahren und 57 Tagen in der A-Nationalmannschaft und wurde damit vor Gavi (2021; 17 Jahre und 62 Tage) zum jüngsten spanischen A-Nationalspieler. Durch seinen Treffer zum Endstand wurde Lamine Yamal zum jüngsten Torschützen in der Geschichte der Furia Roja; auch hier löste er Gavi (2022; 17 Jahre und 304 Tage) ab.
Bei der Europameisterschaft 2024 gewann er mit Spanien den Titel. Sein Einsatz im ersten Gruppenspiel gegen Kroatien am 15. Juni machte ihn zum jüngsten Spieler der EM-Geschichte (16 Jahre und 338 Tage). Er löste damit den Polen Kacper Kozłowski (17 Jahre und 246 Tage) ab. Im Halbfinale gegen Frankreich am 9. Juli, vier Tage vor seinem 17. Geburtstag, wurde er mit seinem Treffer zum 1:1 zum jüngsten Torschützen der EM-Geschichte. Yamal löste so auch Pelé als bis dahin jüngsten Torschützen bei einem großen Turnier ab, der bei der WM 1958 im Alter von 17 Jahren und 239 Tagen im Viertelfinale gegen Wales den 1:0-Siegtreffer erzielt hatte. Yamal kam in allen sieben Spielen zum Einsatz und wurde mehrfach als einer der besten Spieler des Turniers bezeichnet. Von der UEFA wurde er als bester junger Spieler der EM ausgezeichnet und in das UEFA-Team des Turniers gewählt.

## Titel und Auszeichnungen
Nationalmannschaft
- Europameister: 2024

Verein
- Spanischer Meister (2): 2023, 2025
- Spanischer Pokalsieger: 2025
- Spanischer Supercupsieger: 2025

Auszeichnungen
- Kopa-Trophäe: 2024
- Golden Boy: 2024
- Nominierung für den Ballon d’Or: 2024 (8. Platz)
- Bester junger Spieler der Europameisterschaft 2024
- Wahl in das Team des Turniers der Europameisterschaft 2024
- Tor des Turniers bei der Europameisterschaft 2024
- Spieler des Monats der Primera División: September 2024